# 阿萨姆天胡荽
阿萨姆天胡荽（学名：Hydrocotyle hookeri）为伞形科天胡荽属下的一个种。

## 扩展阅读
- 維基物種上的相關：阿萨姆天胡荽